# Diplodontias paxillosus
Diplodontias paxillosus är en sjöstjärneart som först beskrevs av Gray 1847.  Diplodontias paxillosus ingår i släktet Diplodontias och familjen Odontasteridae. Inga underarter finns listade i Catalogue of Life.